# NordStar
Авиакомпания NordStar (англ. NordStar Airlines, юридическое наименование АО "АК «НордСтар») — российская авиакомпания, входящая в число 15 крупнейших авиакомпаний России по данным Росавиации (пассажирооборот более 1 млн пассажиров в год), выполняет внутренние и международные пассажирские авиаперевозки. Базовыми аэропортами являются «Домодедово» (г. Москва), «Красноярск» (г. Красноярск). В 2021 году по результатам подписания с Правительством Красноярского края Соглашения об осуществлении деятельности в сфере перевозок пассажиров воздушным транспортом по маршрутам, пунктом отправления или пунктом назначения которых выступает аэропорт «Норильск» (Алыкель), авиакомпания NordStar стала базовым перевозчиком аэропорта г. Норильск.
Головной офис авиакомпании расположен в городе Москва.

## История авиакомпании

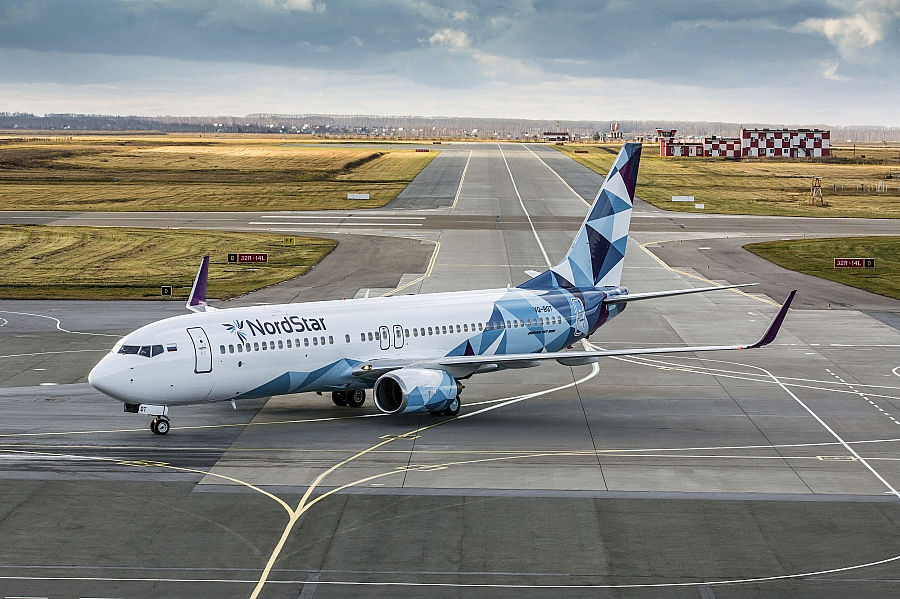
Флагман NordStar Boeing 737-800 в новой ливрее

Авиакомпания NordStar была образована в 2008 году, когда была создана торговая марка NordStar, и отдельное юридическое подразделение на базе уже существовавшего ОАО "Авиакомпания «Таймыр». В 2016 году была проведена реорганизации компании, результатом которой стало новое юридическое название — Акционерное общество "Авиакомпания «НордСтар».
С 2011 года авиакомпания является основным авиаперевозчиком Красноярского края и связывает крупные города края с городами соседних регионов, а также выполняет социальную функцию, обеспечивая авиасообщение с труднодоступными северными населёнными пунктами Красноярского края.
Свой первый рейс авиакомпания NordStar выполнила 17 июня 2009 года по маршруту Москва — Норильск.
С 2015 года авиакомпания NordStar принимает участие в программе субсидирования региональных рейсов в соответствии с Постановлением Правительства РФ № 1242 и выполняет рейсы в соседние с Красноярским краем регионы.

## Авиапарк

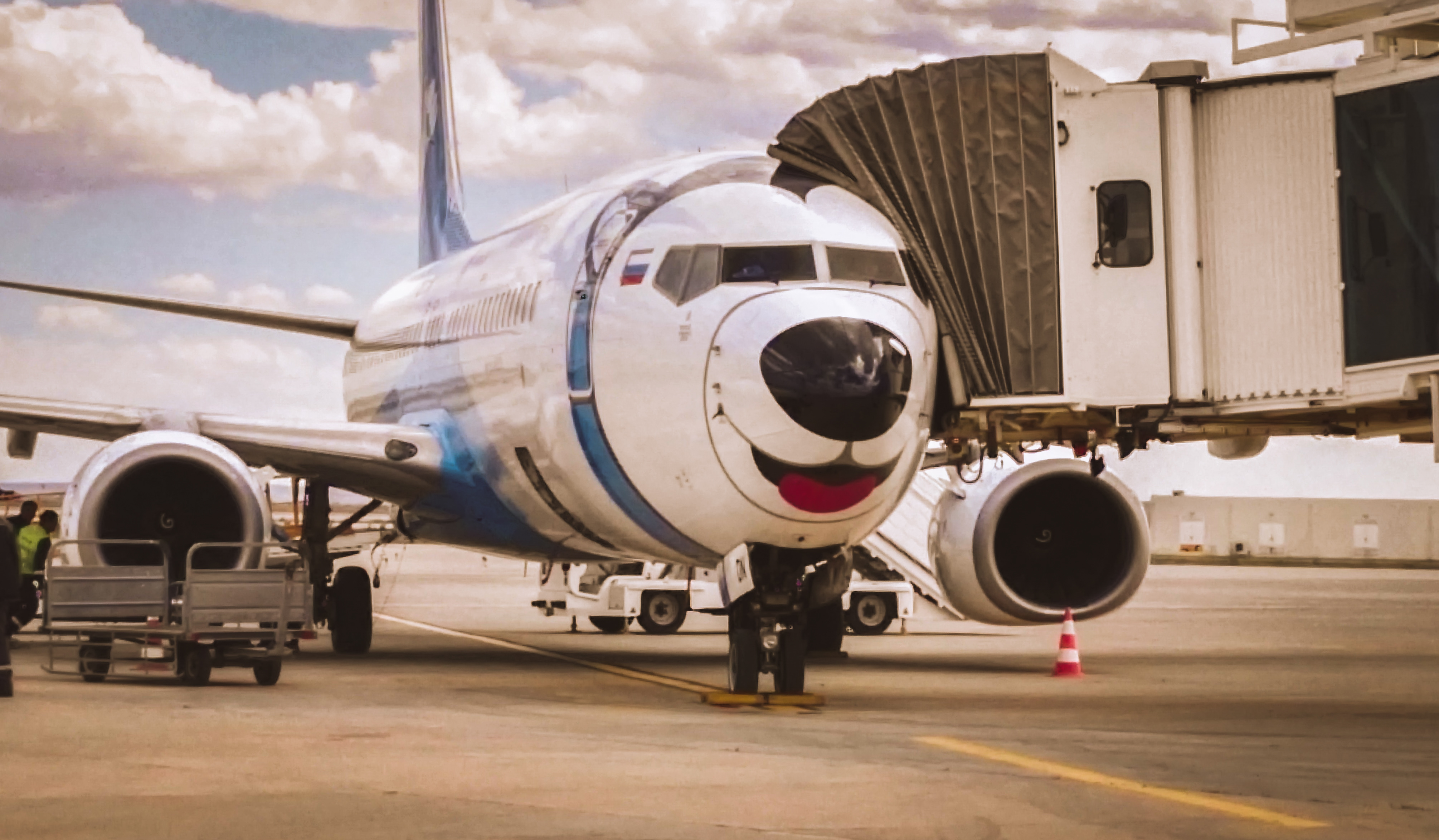
Boeing 737-800 (RA-73257) в ливрее «U-лайка», посвящённой XXIX Всемирной зимней универсиады 2019 года

На июнь 2023 года в авиапарке авиакомпании NordStar находится 9 воздушных судов:
- 9 среднемагистральных воздушных судов типа Boeing 737;

| Тип воздушного судна | Эксплуатируется | Заказано | Компоновка кресел C/Y | Примечание                                                                      |
| Boeing 737-800 WL    | 8               |          | C6/Y174               | RA-73251, RA-73252, RA-73253, RA-73254, RA-73255, RA-73256, RA-73257, RA-73258. |
| Boeing 737-300       | 1               |          | Y148                  | RA-73259                                                                        |

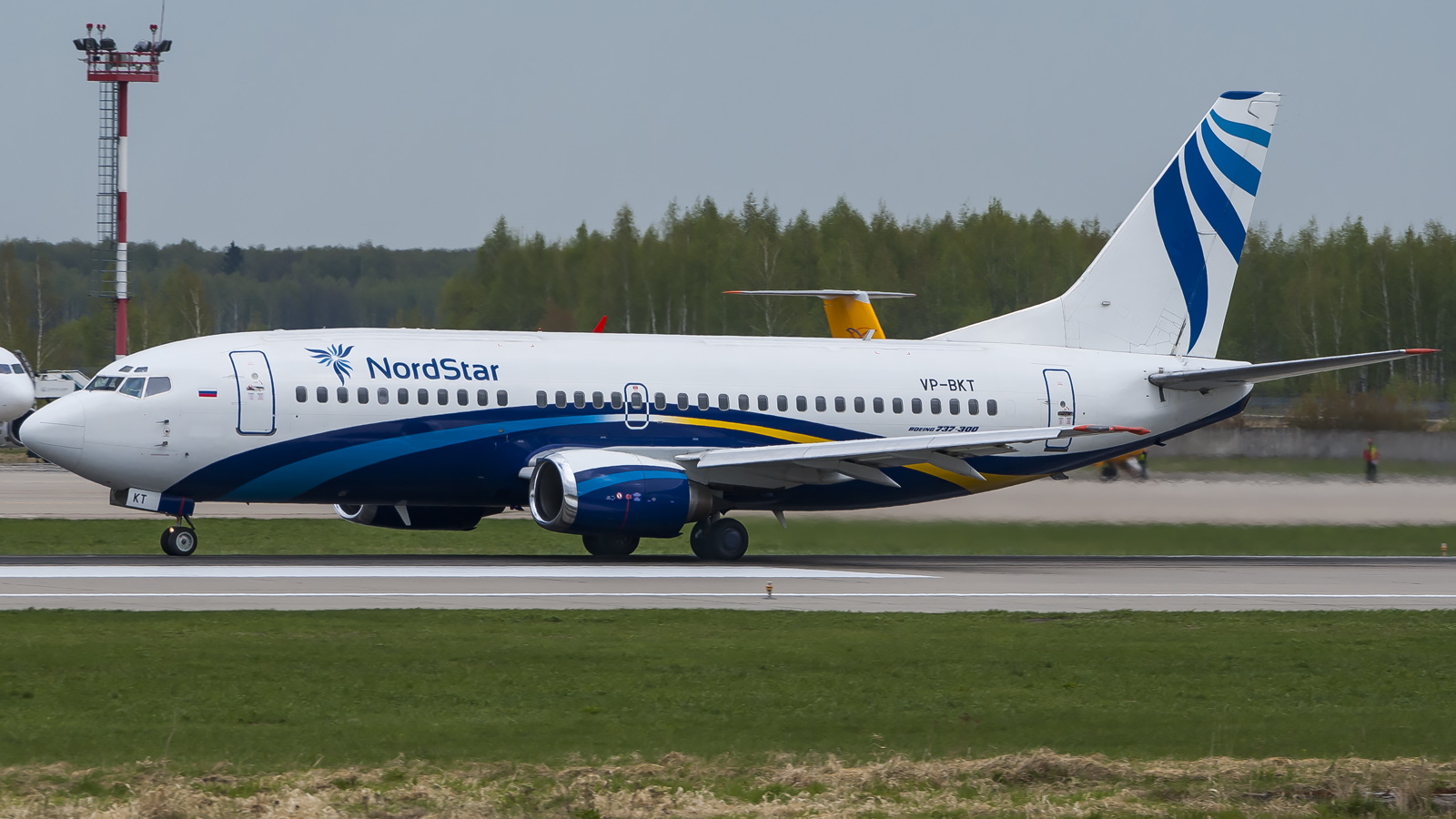
Boeing 737-300 (RA-73259)

12 января 2017 года авиакомпания NordStar и генеральный партнёр XXIX Всемирной зимней универсиады 2019 года ПАО ГМК «Норникель» представили первый самолёт Boeing 737-800 из авиапарка компании с символикой Зимней универсиады. В течение года ещё два воздушных судна такого же типа были перекрашены в ливрею этого спортивного события.
В 2021 году ATR-42 переданы АК КрасАвиа.
В 2022 году весь авиапарк переведён в российский авиареестр ВС.
На июнь 2023 года средний возраст самолетов составляет 18,4 лет.

## География полётов
География полётов авиакомпании NordStar насчитывает более пятидесяти регулярных направлений из российских и зарубежных городов.
На регулярной основе,кроме полётов внутри Красноярского края авиакомпания NordStar осуществляет рейсы в:

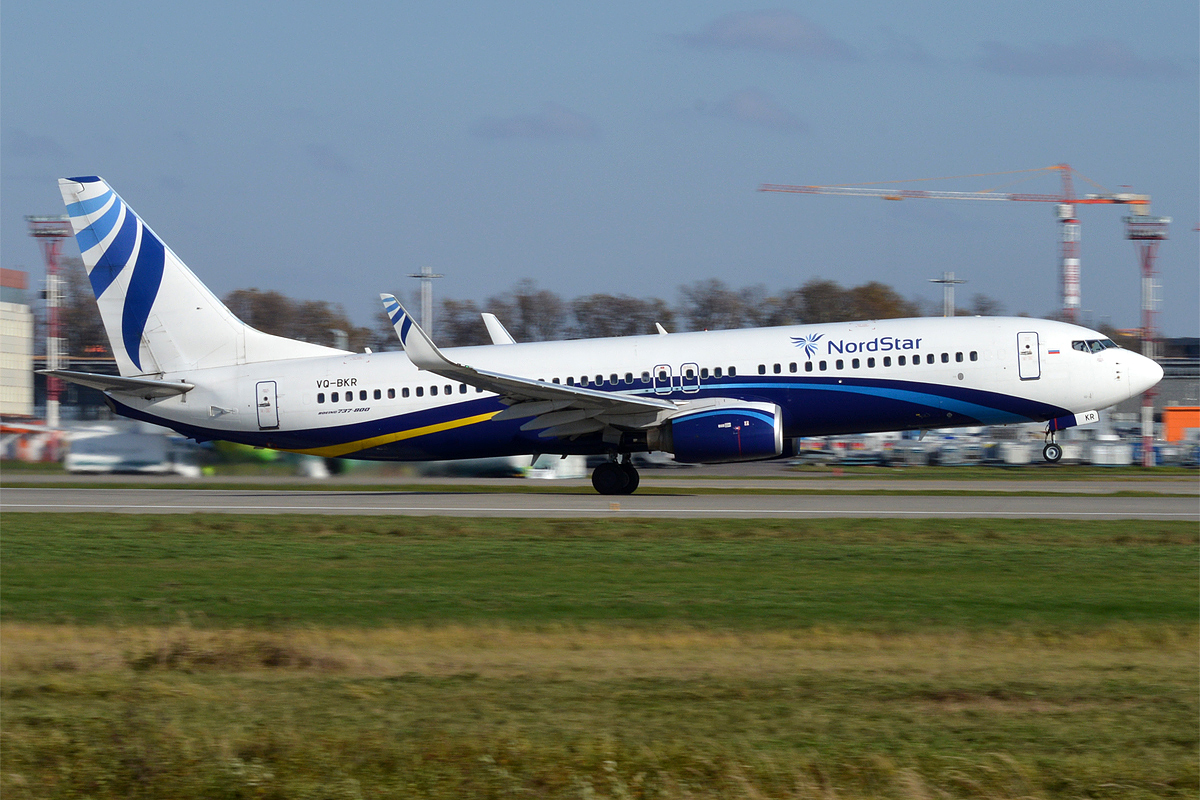
Boeing 737-800 (RA-73254)

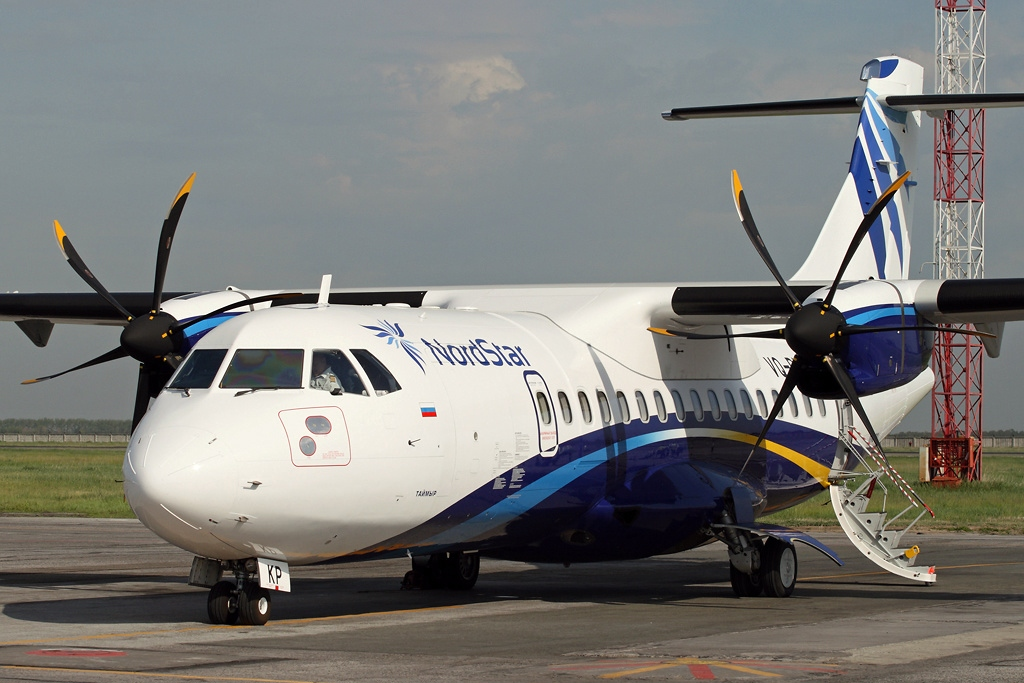
ATR-42-500 Nordstar. Эксплуатация этого типа прекращена

Авиакомпания NordStar по код-шеринговым соглашениям эксплуатирует следующие маршруты совместно с авиакомпаниями-партнёрами:
| Авиакомпания | Маршруты                                               |
| ------------ | ------------------------------------------------------ |
| S7 Airlines  | Красноярск — Пекин — Красноярск                        |
| Utair        | Красноярск — Томск — Красноярск Томск — Сургут — Томск |

## Происшествия
- 8 марта 2019 года — при посадке в Туруханске самолёт ATR 42-500 выкатился за пределы взлётно-посадочной полосы. На борту находилось 20 пассажиров и 3 члена экипажа. Никто не пострадал[9].
- 10 февраля 2020 года — у самолёта Boeing 737-800 (VQ-BDO) выполняющего рейс Y7-108 по маршруту Красноярск — Москва сработал датчик указывающий на неполную уборку закрылков. Самолёт выработал топливо и совершил посадку в Красноярске[10].